# Mohamed Salah
Mohamed „Mo“ Salah Hamed Mahrous Ghaly (arabisch محمد صلاح غالى, DMG Muḥammad Ṣalāḥ Ġālī; * 15. Juni 1992 in Basyoun, Gouvernement al-Gharbiyya) ist ein ägyptischer Fußballspieler. Er steht seit der Saison 2017/18 beim FC Liverpool in der englischen Premier League unter Vertrag und ist seit 2011 ägyptischer Nationalspieler.

## Sportliche Laufbahn

### Vereinskarriere

#### Fußballerische Anfänge in Ägypten (bis 2012)
Mohamed Salah Ghaly wurde als ältestes von vier Kindern in Basyoun im nordägyptischen Gouvernement al-Gharbiyya geboren und wuchs in Nagrig, einem nahegelegenen Dorf, auf. Er begann mit 12 Jahren mit dem Fußballspielen bei Ittihad Basyoun, einem kleinen Verein in der Nähe seines Heimatdorfs, ehe er ein Jahr später zu Othmason Tanta in die 30 Kilometer entfernte Stadt Tanta wechselte. Im Alter von 14 Jahren wurde Salah bei einem Jugendturnier von den Talentsichtern der Jugendabteilung von al-Mokawloon al-Arab SC aus dem Kairoer Stadtteil Nasr City entdeckt und zu einem Probetraining eingeladen. Nachdem er dort überzeugt hatte und in die Mannschaft aufgenommen worden war, reiste er täglich die über 150 Kilometer lange Strecke von Nagrig nach Kairo, um dort zu trainieren.
Sein Debüt in der Egyptian Premier League gab Salah am 3. Mai 2010 (28. Spieltag) beim 1:1 im Spiel bei al-Mansura SC, als er in der 79. Minute für Alaa Kamal eingewechselt wurde. In den folgenden Spielzeiten entwickelte er sich zum Stammspieler bei Mokawloon und erhielt auch Angebote von den größten Vereinen des Landes, al Zamalek SC und al Ahly SC. Auch wurde er von der UAFA zum Golden Boy sowie von der CAF zu Afrikas Nachwuchsspieler des Jahres ernannt. Infolge der Stadion-Ausschreitungen von Port Said, als bei gewalttätigen Auseinandersetzungen während eines Ligaspiels im Port-Said-Stadion am 1. Februar 2012 74 Menschen getötet wurden, wurde der Spielbetrieb in der höchsten ägyptischen Liga komplett eingestellt. Danach spielte Salah bis Ende der Saison nur noch in der U23-Nachwuchsmannschaft der ägyptischen Nationalmannschaft als Vorbereitung auf die Olympischen Sommerspiele 2012.

#### Erste Erfolge in Europa beim FC Basel (2012–2014)

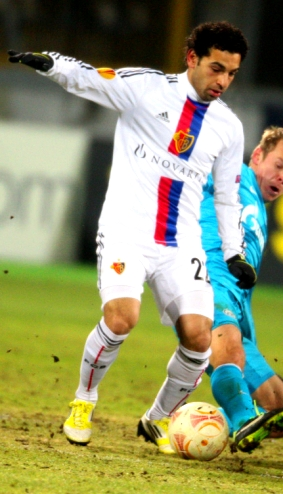
Salah im Auswärtstrikot des FC Basel (2013)

Der FC Basel hatte Salah seit der U20-Weltmeisterschaft 2011 in Kolumbien beobachtet. Nach der Stadion-Katastrophe von Port Said organisierte der Club ein Freundschaftsspiel gegen die ägyptische U23-Mannschaft. Dieses Spiel fand am 16. März 2012 im Stadion Rankhof statt. Salah spielte nur in der zweiten Halbzeit und erzielte zwei Tore. Das Spiel endete mit einem 4:3-Sieg für die ägyptische U23. Anschließend wurde er eingeladen, ein einwöchiges Probetraining beim FC Basel zu absolvieren.
In der Winterpause der Spielzeit 2011/12 unterschrieb Salah schließlich einen Vierjahresvertrag, der ab der Saison 2012/13 lief. Er bekam die Rückennummer 22. Sein Debüt in der Raiffeisen Super League gab er am 12. August 2012 beim 3:1-Heimsieg über den FC Thun im St. Jakob-Park in Basel. Sein erstes Tor in einem Pflichtspiel gelang ihm im Liga-Heimspiel gegen FC Lausanne-Sport am 18. August 2012. In diesem Spiel wurde er auch zum „Man of the Match“ gewählt. Er setzte sich als Stammspieler auf den Flügelpositionen durch und absolvierte 29 Ligapartien, in denen er fünfmal traf, sowie 14 Europa-League- (zwei Tore) und fünf Cupspiele (drei Tore). Am Ende der Saison 2012/13 wurde Salah mit dem FC Basel Schweizer Meister und stand im Finale des Schweizer Cup, das im Elfmeterschießen verloren wurde. In der UEFA Europa League 2012/13 rückte der FC Basel bis ins Halbfinale vor und traf dort auf den UEFA-Champions-League-Sieger FC Chelsea. Obwohl Salah im Rückspiel am 2. Mai 2013 traf, verlor Basel beide Spiele und schied aus.
Zu Beginn der Saison 2013/14 gewann er mit dem FC Basel den Uhrencup. Zudem qualifizierte man sich auch dank Salahs drei Toren in den Qualifikationsspielen gegen Maccabi Tel Aviv und Ludogorets Razgrad für die UEFA Champions League, in der Salah am 18. September 2013 im Spiel gegen den FC Chelsea debütierte und beim 2:1-Sieg auch traf. In der Liga wurde er mit der Mannschaft Meister, im Schweizer Cup verlor man das Finale. Salah wurde im Januar 2014 zum Schweizer Fußballer des Jahres 2013 ernannt.

#### Rückschlag beim FC Chelsea (2014–2015)

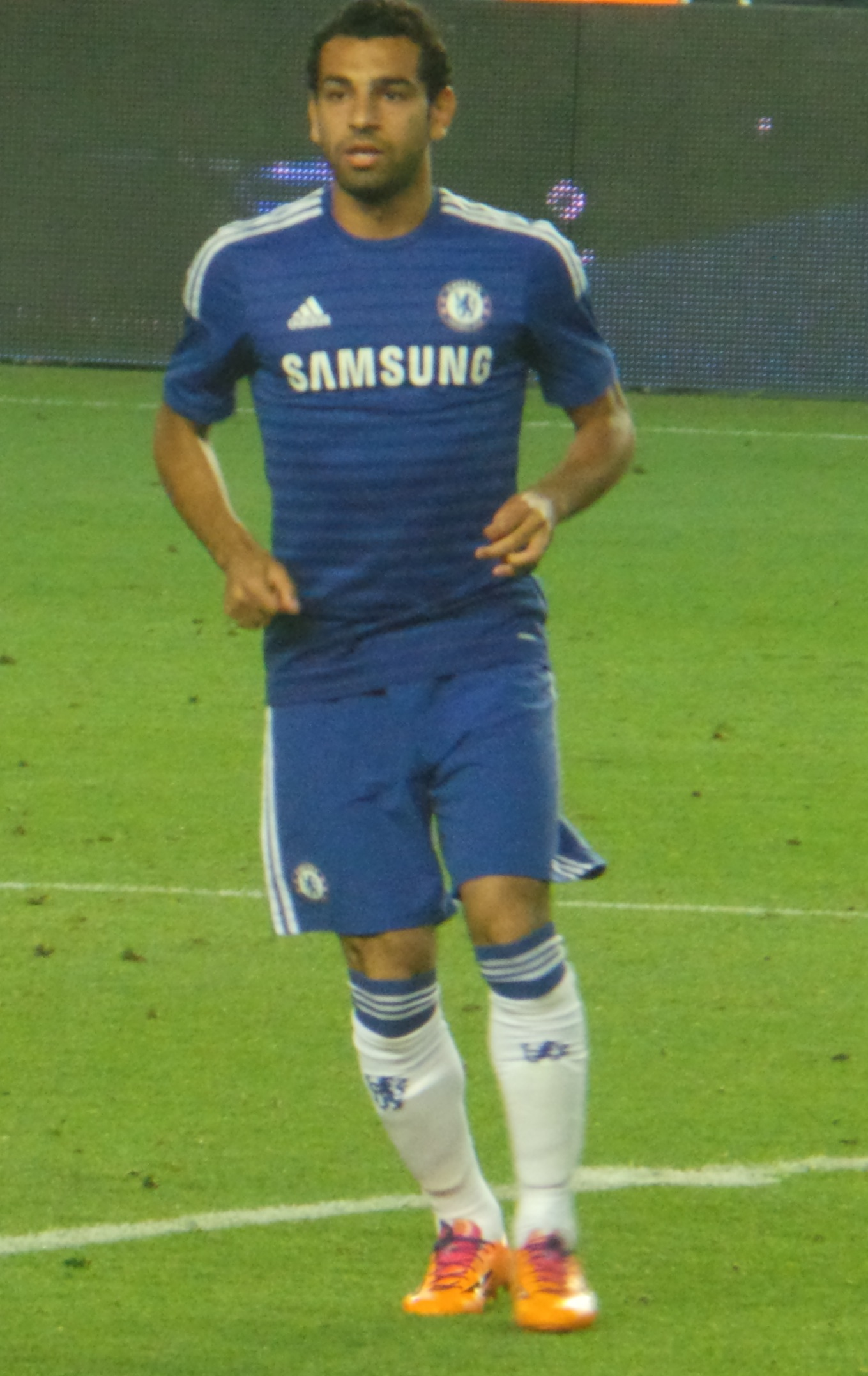
Salah beim FC Chelsea (2014)

Am 26. Januar 2014 wechselte Salah als erster Ägypter zum FC Chelsea in die Premier League. Er unterschrieb beim Klub aus London einen bis zum 30. Juni 2019 laufenden Vertrag. Am 8. Februar 2014 (25. Spieltag) debütierte er beim 3:0-Sieg gegen Newcastle United, als er in der 78. Minute für Willian eingewechselt wurde. Sein erstes Pflichtspieltor für Chelsea erzielte er am 22. März 2014 beim 6:0-Sieg im Ligaspiel gegen den FC Arsenal. Nach anfänglichen Schwierigkeiten und wenig Spielzeit spielte sich Salah gegen Ende der Saison in die erste Mannschaft, wo er hauptsächlich auf dem rechten Flügel zum Einsatz kam. In dieser Saison kam er zu zehn Einsätzen in der Premier League, die man als Dritter beendete, und zu einem Einsatz im FA-Cup-Achtelfinale gegen Manchester City (0:2). In der UEFA Champions League, wo Chelsea bis ins Halbfinale kam, war er aufgrund seiner Einsätze in der Gruppenphase beim FC Basel nicht spielberechtigt.
In der Hinrunde der Saison 2014/15 wurde Salah kaum noch für die Mannschaft berücksichtigt, da Oscar und Eden Hazard auf den offensiven Außenbahnen gesetzt und Willian und André Schürrle die ersten Optionen als Ersatz waren. In der Premier League, die Chelsea am Ende der Saison gewinnen konnte, kam er nur dreimal zum Einsatz, im League Cup, den man auch gewann, zweimal und im FA Cup einmal.

#### Wechsel in die Serie A (2015–2017)

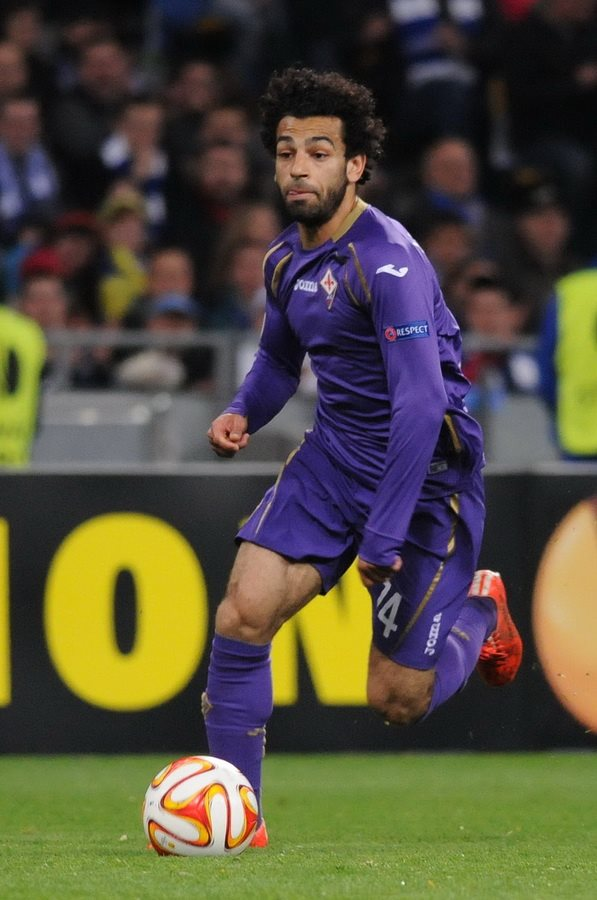
Salah in Aktion bei der AC Florenz (2015)

Am 2. Februar 2015 wechselte er im Zuge des Transfers von Juan Cuadrado leihweise in die Serie A zur AC Florenz, wo er einen Leihvertrag bis zum Ende der Saison 2015/16 unterschrieb. Er debütierte am 8. Februar 2015 (22. Spieltag) im Trikot der Violetten beim 3:2-Sieg gegen Atalanta Bergamo, als er in der 65. Minute für Joaquín eingewechselt wurde. Salah setzte sich sofort als Stammspieler durch und konnte in den folgenden drei Spielen jeweils ein Tor schießen. Am 5. März 2015 erzielte er beide Treffer beim 2:1-Sieg gegen Juventus Turin im Hinspiel des Halbfinals der Coppa Italia, welches aber nach Hin- und Rückspiel verloren wurde. Auch in der UEFA Europa League half er mit, dass der Klub bis ins Halbfinale des Wettbewerbs kam, wo er dann gegen den späteren Gewinner FC Sevilla scheiterte. Bis zum Ende der Saison erzielte Salah in 16 Serie-A-Spielen sechs Treffer und beendete die Saison mit seinem Club auf dem 4. Platz, der zur erneuten Teilnahme an der Europa League berechtigte.
Obwohl vertraglich bis zum 30. Juni 2016 an die Fiorentina gebunden, kehrte Salah nach der Sommerpause nicht nach Florenz zurück. Stattdessen gab Chelsea am 8. August 2015 bekannt, dass Salah zur Saison 2015/16 innerhalb der Serie A an den AS Rom weiterverliehen wird. Im September 2015 klagte die AC Florenz bei der FIFA den angeblichen Vertragsbruch vom FC Chelsea an, da sie Salahs Wechsel nach Rom erlaubten. Der Ägypter gab unterdessen sein Debüt am 22. August 2015 (1. Spieltag) beim 1:1-Unentschieden bei Hellas Verona. Wie auch in Florenz setzte sich Salah bei der AS Rom sofort als Stammspieler durch. Er verpasste lediglich drei Ligaspiele aufgrund eines Seitenbandanrisses im Sprunggelenk sowie ein weiteres Spiel aufgrund einer Gelbrotsperre. Er erzielte 14 Tore in 34 Ligaspielen und war damit einer der Garanten dafür, dass die Roma zwischenzeitlich sogar Tabellenführer der Serie A war und am Ende die Saison als Dritter beendete. Salah wurde zu Roms Spieler der Saison 2015/16 gewählt. Im Dezember 2016 wurde er bei den Globe Soccer Awards zum besten arabischen Spieler des Jahres ernannt.
Die Kaufoption wurde am 3. August 2016 genutzt und Salah fest an den Verein gebunden. Zu Beginn der Saison 2016/17 verpasste die Roma die Qualifikation zur Champions League, weil man in den Play-offs am FC Porto scheiterte. Auch in der Europa League schied man bereits im Achtelfinale aus. In der Liga jedoch lief es besser: am Ende stand die Vizemeisterschaft hinter Juventus Turin. Salah trug mit 15 Toren und 13 Vorlagen in 31 Spielen dazu maßgeblich bei.

#### Weltklassespieler beim FC Liverpool (seit 2017)

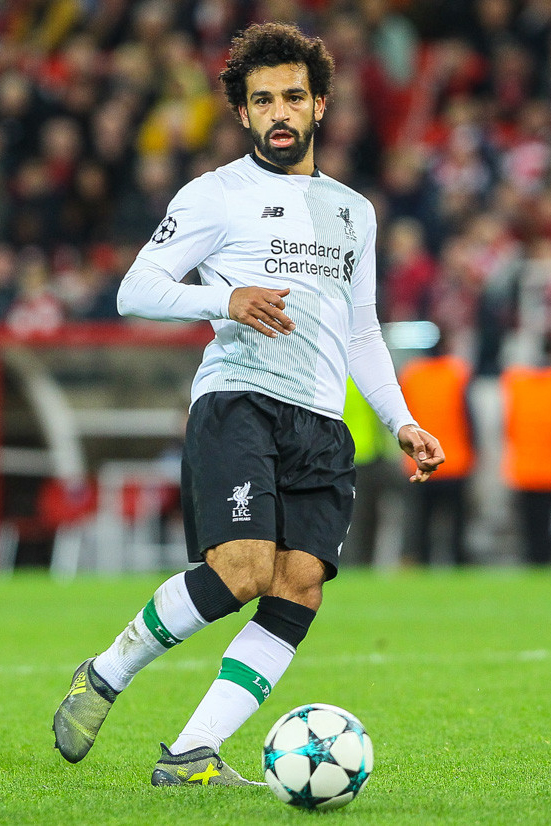
Salah in seiner Debütsaison beim FC Liverpool (2017)

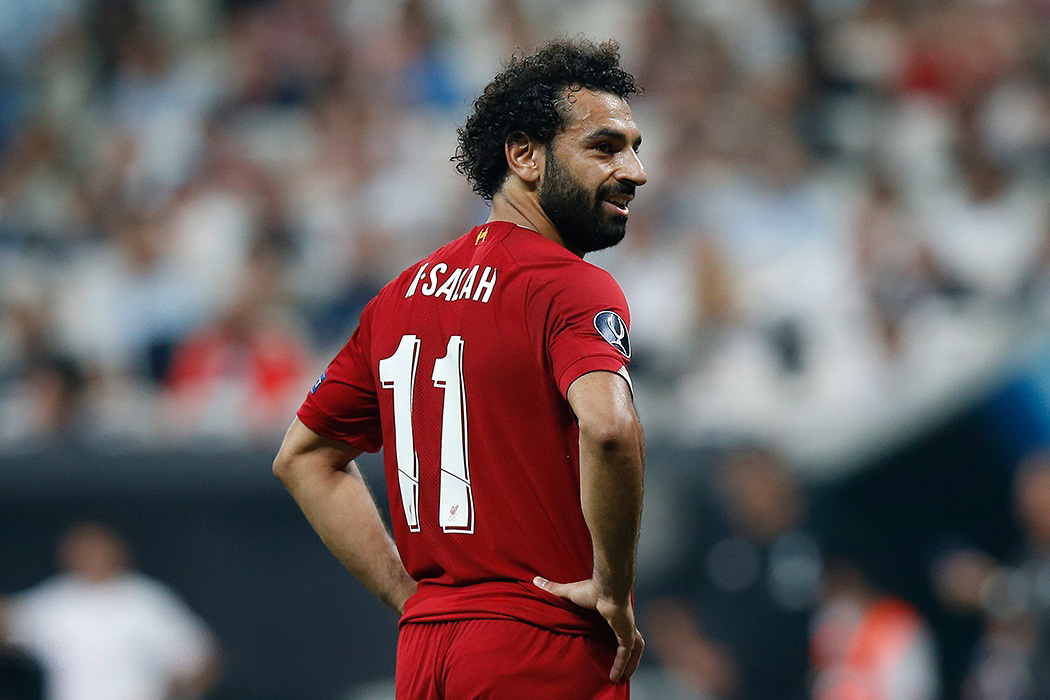
Salah beim UEFA Super Cup 2019

Am 22. Juni 2017 gab der FC Liverpool bekannt, dass Salah zur Saison 2017/18 für mindestens 42 Millionen Euro zurück in die Premier League wechselt. Damit wurde er zu Liverpools Rekordtransfer und überholte Andy Carroll, der 2011 für knapp 40 Millionen Euro zu den Reds gewechselt war. Salah debütierte am 12. August 2017 (1. Spieltag) beim 3:3-Unentschieden beim FC Watford, wo er auch sein erstes Tor erzielen konnte. Zudem traf der Ägypter einmal in den Champions-League-Play-offs gegen die TSG 1899 Hoffenheim und trug so zur Qualifikation für die Gruppenphase bei.
Wie bei seinen Stationen in Florenz und Rom etablierte sich Salah unter Trainer Jürgen Klopp, als dessen Wunschtransfer er galt, sofort als Stammspieler im rechten Flügel des FC Liverpool und reifte unter ihm zum Weltklassespieler heran. Zusammen mit Sadio Mané als Linksaußen und Roberto Firmino als Stürmer bildete er das torgefährlichste Sturmtrio Europas. Aufgrund seiner Leistungen wurde Salah sowohl von der BBC als auch von der CAF zu Afrikas Fußballer des Jahres gewählt. Zudem wurde er ins CAF Team of the Year aufgenommen.
Am 17. März 2018 (31. Spieltag) erzielte er vier Tore beim 5:0-Sieg gegen den FC Watford und seine Saisontore 33 bis 36 für den FC Liverpool, womit er den zehn Jahre alten Vereinsrekord für die meisten Tore in der Debütsaison brach, den Fernando Torres in der Saison 2007/08 aufgestellt hatte. Zudem wurde er im März 2018 nach November 2017 und Februar 2018 zum dritten Mal zu Englands Fußballer des Monats gewählt, was ihm als erstem Spieler innerhalb einer Saison gelang. Von der PFA wurde er sogar viermal zum Spieler des Monats gekürt.
Am 21. April 2018 (35. Spieltag) erzielte Salah beim 2:2-Unentschieden gegen West Bromwich Albion sein 31. Saisontor in der Liga, womit er den Rekord von Alan Shearer, Cristiano Ronaldo und Luis Suárez einstellte. Am darauffolgenden Tag wurde der Ägypter von seinen Spielerkollegen zu Englands Fußballer des Jahres gewählt und ins Team der Saison aufgenommen. Nachdem er mit drei Toren gegen Manchester City bereits maßgeblich am Einzug ins Halbfinale der UEFA Champions League beteiligt war, erzielte Salah im Hinspiel jenes Halbfinals am 24. April 2018 zwei Tore beim 5:2-Sieg gegen seinen Ex-Klub AS Rom. Damit war er der erste Liverpooler und der erste Afrikaner, der zehn Tore in dem Wettbewerb erzielen konnte. Zudem erzielte er seine Saisontore 42 und 43 und überholte damit Roger Hunt als zweitbesten Liverpooler Torschützen innerhalb einer Saison und liegt nur noch hinter Ian Rush, dem in der Saison 1983/84 47 Treffer gelangen. Am 1. Mai 2018 wurde er auch von den Journalisten knapp vor Kevin De Bruyne zu Englands Fußballer des Jahres gewählt.
Mit seinem 32. Ligatreffer am 13. Mai 2018 (38. Spieltag) beim 4:0-Sieg gegen Brighton & Hove Albion brach Salah den bestehenden Rekord für die meisten Tore in einer Premier-League-Saison und wurde damit Torschützenkönig der Premier League vor Harry Kane. Am selben Tag wurde er von der Premier League zum Spieler der Saison 2017/18 ernannt. Die Liga beendete man auf dem vierten Rang. Am 21. Mai wurde bekannt, dass Salah mit 89 % der Stimmen von den Fans zum Fußballer des Jahres gewählt wurde, womit er der erste Spieler seit Robin van Persie 2012 ist, der in allen drei Kategorien Englands Fußballer des Jahres wurde. Im UEFA-Champions-League-Finale 2018 am 26. Mai 2018 gegen Real Madrid (1:3) verletzte sich Salah im Zweikampf mit Sergio Ramos an der Schulter und musste in der 29. Minute ausgewechselt werden. Am folgenden Tag wurde er in den Kader der Saison der UEFA Champions League aufgenommen.
Am 2. Juli 2018 gab der FC Liverpool bekannt, dass Salah seinen Vertrag langfristig verlängert habe. In englischen Medien wurde von einer Vertragslaufzeit bis zum 30. Juni 2023 berichtet. Am 30. August 2018 wurde der Ägypter Dritter bei der Wahl zu Europas Fußballer des Jahres hinter Luka Modrić und Cristiano Ronaldo sowie Zweiter bei der Wahl zum Champions-League-Stürmer des Jahres hinter Ronaldo. Am 24. August 2018 wurde sein Tor beim 1:1-Unentschieden im Merseyside Derby gegen den FC Everton vom 10. Dezember 2017 mit dem FIFA-Puskás-Preis ausgezeichnet, und zudem belegte er den dritten Platz bei der Wahl zum FIFA-Weltfußballer des Jahres, wie auch schon bei der Wahl zu Europas Fußballer des Jahres hinter Modrić und Ronaldo.
Am 1. Juni 2019 gewann er mit dem FC Liverpool die UEFA Champions League 2018/2019 durch einen 2:0-Finalsieg gegen Tottenham Hotspur. Im Dezember 2019 konnte Salah mit Liverpool die FIFA-Klub-Weltmeisterschaft 2019 gegen Flamengo Rio de Janeiro mit 1:0 nach Verlängerung gewinnen.
In seinem 159. Premier-League-Spiel erzielte Salah seinen 100. Treffer für die Reds. Nur zwei Spieler benötigten weniger Spiele für diese Marke im Team von Liverpool. Am 24. Oktober 2021 konnte Salah im Spiel bei Manchester United seinen 105. Treffer in der Premier League erzielen. Damit wurde er zum besten afrikanischen Schützen in der Geschichte dieser Liga und überholte Didier Drogba.
Nach monatelangem Vertragspoker verlängerte der Ägypter am 1. Juli 2022 seinen noch bis Sommer 2023 laufenden Vertrag vorzeitig, kolportiert bis Sommer 2025.
In der Gruppenphase der UEFA Champions League 2022/23 erzielte Salah nach seiner Einwechselung im Spiel gegen die Glasgow Rangers innerhalb von 6:12 Minuten den bis dahin schnellsten Hattrick der Champions League.
Am 5. März 2023 erzielte er beim 7:0 gegen Manchester United sein 129. Liga-Tor und wurde damit zu Liverpools Rekordtorschütze in der Premier League.

### Nationalmannschaft

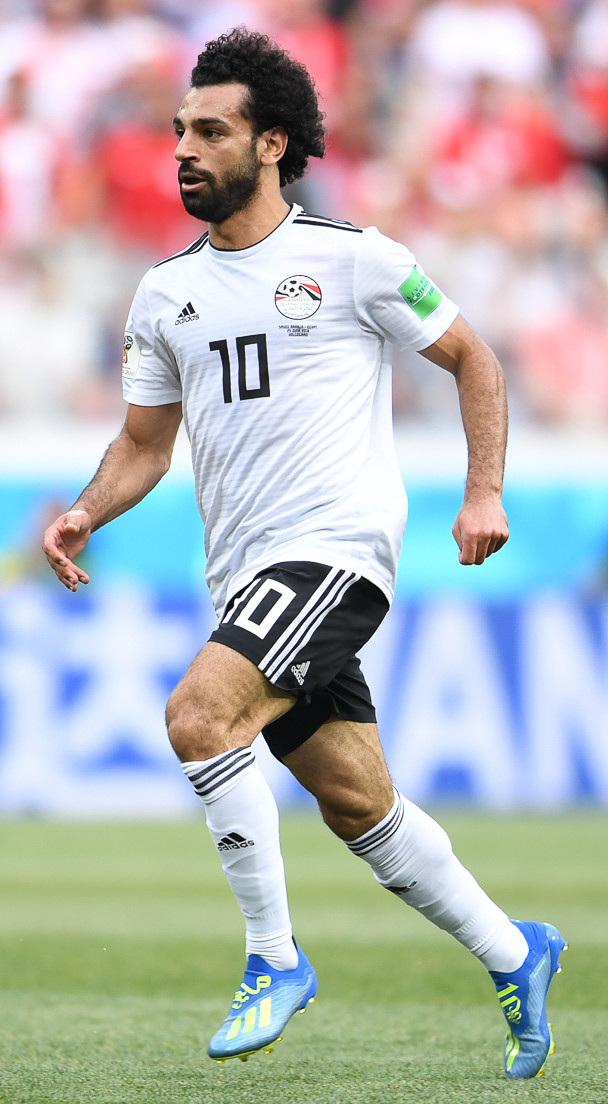
Salah während der Weltmeisterschaft 2018

Salah spielte mit der ägyptischen U-20-Nationalmannschaft bei der U-20-Afrikameisterschaft 2011, wo man am Ende nach einem 1:0-Sieg gegen Mali die Bronzemedaille gewann. Auch wurde er für die U-20-Weltmeisterschaft 2011 nominiert. Dort scheiterte man im Achtelfinale trotz eines Tores von Salah an Argentinien. Mit der ägyptischen U-23-Auswahl nahm er am olympischen Fußballturnier 2012 in Großbritannien teil. Salah traf in allen Gruppenspielen jeweils einmal und sein Team erreichte die K.-o.-Phase, verlor dann aber das Viertelfinale mit 3:0 gegen Japan.
Am 3. September 2011 debütierte Salah in der A-Nationalmannschaft bei der 1:2-Niederlage im Afrikameisterschafts-Qualifikationsspiel gegen Sierra Leone. Weder für die Afrikameisterschaft 2012 noch für die darauffolgenden Turniere 2013 und 2015 konnte sich der einstige afrikanische Serienmeister qualifizieren. Auch an der Qualifikation zur Weltmeisterschaft 2014 scheiterte man in der 3. Qualifikationsrunde an Ghana. Nachdem man sich erstmals seit sieben Jahren wieder für die Afrikameisterschaft 2017 qualifiziert hatte, wurde Salah von Nationaltrainer Héctor Cúper für die Endrunde nominiert. Er erzielte im letzten Gruppenspiel gegen Ghana den 1:0-Siegtreffer und sicherte damit das Weiterkommen als Gruppenerster. Im Halbfinale gelang ihm ein weiterer Treffer gegen Burkina Faso und war damit entscheidend daran beteiligt, dass Ägypten das Finale erreichte. Dort bereitete er die Führung durch Mohamed Elneny vor, verlor aber trotzdem noch mit 1:2 gegen Kamerun. Salah wurde in die Mannschaft des Turniers aufgenommen.
In der Qualifikation für die WM 2018 brachte er im vorentscheidenden Spiel am vorletzten Spieltag gegen die Republik Kongo die Ägypter in der 63. Minute in Führung, und nach dem Ausgleich der Kongolesen in der 88. Minute verwandelte er einen Strafstoß für Ägypten in der fünften Minute der Nachspielzeit zum 2:1-Endstand, der nach 28 Jahren WM-Abstinenz die Teilnahme an der Weltmeisterschaft 2018 bedeutete. Das erste Gruppenspiel gegen Uruguay (0:1) verpasste Salah noch wegen einer im Champions-League-Finale erlittenen Schulterverletzung, gab aber im darauffolgenden Spiel gegen Russland (1:3) sein WM-Debüt. Im selben Spiel erzielte er auch sein erstes WM-Tor, als er in der 73. Minute einen Elfmeter zum 1:3-Endstand verwandelte. Nach der 1:2-Niederlage gegen Saudi-Arabien, bei der Salah die Führung erzielte, schied Ägypten als Gruppenletzter mit null Punkten aus.
In der Qualifikation für die WM 2022 waren die Ägypter für die dritte Runde qualifiziert. Diese fand im März 2022 statt, mit dem Senegal als Gegner. Dabei stand das Aufeinandertreffen der beiden Liverpool-Stürmer Salah und Sadio Mané im Blickpunkt. Beide Mannschaften standen sich bereits im Februar im Finale des Afrika-Cup 2022 gegenüber, bei dem beide Stürmer wie auch ihre Mitspieler ohne Torerfolg blieben, so dass es nach 120 torlosen Minuten zum Elfmeterschießen kam, in dem Mané den entscheidenden Elfmeter zum 4:2-Erfolg der Westafrikaner verwandelte. In den WM-Qualifikationsspielen blieben auch beide torlos, die beiden Partien endeten jeweils 1:0 durch Eigentore, so dass wieder das Elfmeterschießen entscheiden musste. Hier verschoss Salah als erster Ägypter und Mané war als letzter erfolgreich, so dass die Ägypter die WM verpassten.
Am 24. März 2023 erzielte er im Qualifikationsspiel für den Afrika-Cup 2024 gegen Malawi sein 50. Länderspieltor. Am 10. Juni 2024 bestritt er im  WM-Qualifikationsspiel gegen Guinea Bissau sein 100. Länderspiel.

## Titel und Auszeichnungen

### Im Verein
International
(alle FC Liverpool)
- Champions-League-Sieger: 2019
- Klub-Weltmeister: 2019
- UEFA-Super-Cup-Sieger: 2019

Schweiz
- Meister: 2013 (FC Basel)

England
(alle FC Liverpool)
- Meister (2): 2020, 2025
- Pokalsieger: 2022
- Ligapokalsieger (2): 2022, 2024
- Supercupsieger: 2022

### Persönliche Auszeichnungen
- Afrikas Fußballer des Jahres (CAF) (2): 2017, 2018
- Afrikas Fußballer des Jahres (BBC) (2): 2017, 2018
- Nominierung für den Ballon d’Or: 2018 (6. Platz), 2019 (5.), 2021 (7.), 2022 (5.), 2023 (11.)
- Nominierung für den FIFA-Weltfußballer des Jahres: 2018 (3. Platz), 2019 (4.), 2020 (6.), 2021 (3.)
- Europas Fußballer des Jahres: 3. Platz 2017/18
- Onze d’Argent: 2017/18
- Premier League Player of the Month: 11/2017, 2/2018, 3/2018, 10/2021, 10/2023
- Englands Fußballer des Jahres (Spielerwahl): 2017/18, 2021/22
- Englands Fußballer des Jahres (Journalistenwahl): 2017/18, 2021/22, 2024/25
- Englands Fußballer des Jahres (Fanwahl): 2017/18, 2020/21, 2021/22
- Premier League Player of the Season: 2017/18, 2024/25
- Schweizer Fußballer des Jahres: 2013
- Bester arabischer Fußballer des Jahres (Globe Soccer): 2016
- Bester arabischer Fußballer des Jahres (Goal): 2017
- Arabischer Fußballer des Jahres (El Heddaf): 2013, 2017
- Torschützenkönig der Premier League: 2017/18, 2018/19, 2021/22, 2024/25
- AS Roms Spieler der Saison: 2015/16
- FC Liverpools Spieler der Saison (Spielerwahl): 2017/18, 2020/21, 2021/22, 2023/24
- FC Liverpools Spieler der Saison (Fan-Wahl): 2017/18, 2020/21, 2021/22, 2023/24
- UEFA-Champions-League-Stürmer der Saison: 2. Platz 2017/18
- Englands Fußballer des Monats (PL) (3): November 2017, Februar 2018, März 2018
- Englands Fußballer des Monats (PFA) (4): November 2017, Dezember 2017, Februar 2018, März 2018
- FIFA-Puskás-Preis: 2018
- CAF-Nachwuchsspieler des Jahres: 2012[65]
- UAFA Golden Boy: 2012
- UEFA-Champions-League-Kader der Saison: 2017/18
- CAF-Mannschaft des Jahres: 2016, 2017
- PFA Team of the Year: 2017/18, 2020/21, 2021/22
- Team of the Tournament der Afrikameisterschaft 2017
- Golden Foot: 2021[66]
- Globe Soccer Award (TikTok Fans Spieler des Jahres: 2022)[67]
- Globe Soccer Award (Bester arabischer Spieler des Jahres): 2022[68]

## Persönliches

### Privates
Salah ist seit 2013 mit der Biotechnologin Magi verheiratet, die er während seiner Schulzeit in seinem Heimatdorf Nagrig kennenlernte. Zusammen haben sie zwei Töchter. Er ist gläubiger und praktizierender Muslim und feiert viele seiner Tore mit dem Sudschūd. Trotzdem praktiziert Salah eine große religiöse Toleranz, wie er mit dem mehrmaligen Feiern des Weihnachtsfestes unter Beweis stellte. Auf Social Media war er deshalb wiederholt Anfeindungen von strenggläubigen Muslimen ausgesetzt.

### Image und Einfluss
„Mo“ Salah, wie er in der Öffentlichkeit häufig genannt wird, ist sowohl in der arabisch-islamischen Welt als auch im Vereinigten Königreich und darüber hinaus in der Fußballwelt sehr populär. In seinem Heimatland Ägypten gilt er als Volksheld, und bei den Fans seiner Vereinsmannschaften entwickelte sich der Stürmer zum Publikumsliebling. Sein Auftreten gilt als bescheiden, bodenständig und frei von Allüren. Reichlich Sympathien brachte ihm auch sein Verhalten in der Öffentlichkeit; so spendet er regelmäßig u. a. für Krankenhäuser, Schulen und Fußballplätze in Ägypten. Viele Araber hegen die Hoffnung, dass Salah als gläubiger Muslim das von Terror und Gewalt geprägte Bild des Islam in der westlichen Öffentlichkeit positiv beeinflussen kann. In Fangesängen des FC Liverpool heißt es sogar, dass sie, sollte Salah noch mehr Tore schießen, zum Islam übertreten und mit ihm zusammen in einer Moschee beten würden. Das wird in den Medien als Beispiel für Inklusivismus angeführt.
Salah setzt sich auch für Frauenrechte in der islamischen Welt ein. Im Jahr 2019 wurde er in die Time 100 als eine der 100 einflussreichsten Persönlichkeiten des Jahres aufgenommen.

## Trivia
- Bei der Präsidentschaftswahl in Ägypten 2018 erhielt Salah Berichten zufolge mehr als eine Million Stimmen, obwohl er gar nicht zur Wahl aufgestellt war.[78] Damit lag er mit 4 % der Wählerstimmen noch vor dem eigentlichen Herausforderer von Präsident Abd al-Fattah as-Sisi, Moussa Mostafa Moussa, der knapp 650.000 Stimmen erhielt.[79]
- Während des entscheidenden WM-Qualifikationsspiels am 8. Oktober 2017 gegen die Republik Kongo (2:1) wurde Salahs Familie ausgeraubt. Nachdem der Einbrecher wenige Tage später gefasst worden war, setzte Salah sich dafür ein, dass er nicht bestraft wird. Stattdessen schenkte er ihm Geld und half ihm bei der Jobsuche.[80]
- Nachdem Salah mit der ägyptischen Nationalmannschaft die erste WM-Teilnahme seit 1990 gesichert hatte, wollte ihm der ehemalige Präsident vom Zamalek SC Mamdouh Abbas eine Villa schenken. Er lehnte jedoch ab und bat Abbas stattdessen, für sein Heimatdorf Nagrig zu spenden.[81]
- Nach der Qualifikation der Nationalmannschaft für die WM 2018 wurde eine Schule in Ägypten nach ihm benannt.[82]